# Bahía Ballena
Bahía Ballena è un distretto della Costa Rica facente parte del cantone di Osa, nella provincia di Puntarenas.